# Erioptera incompleta
Erioptera incompleta är en tvåvingeart som beskrevs av Senior-white 1922. Erioptera incompleta ingår i släktet Erioptera och familjen småharkrankar.
Artens utbredningsområde är Sri Lanka. Inga underarter finns listade i Catalogue of Life.